# Georgios Papanikolaou
Georgios Nicholas Papanikolaou (sau George Papanicolaou; în greacă Γεώργιος Παπανικολάου; n. 13 mai 1883, Kymi, insula Evia, Grecia – d. 19 februarie 1962) a fost un medic grec, pionier al citologiei și al detecției cancerului, cunoscut ca inventator al testului care îi poartă numele.
A studiat la Universitatea din Atena, de unde a obținut diploma de medic în 1904. După șase ani a obținut un doctorat din partea Universității din München după ce a studiat și la universitățile din Jena și Freiburg. În 1913, a emigrat în Statele Unite pentru a lucra la departamentul de patologie de la New York Hospital și în cadrul departamentului de Anatomie de la Weill Medical College de la Universitatea Cornell. În 1928, a arătat cum cancerul uterin se poate diagnostica printr-un tușeu vaginal, dar importanța descoperirii sale a fost recunoscută doar după ce, împreună cu Herbert Traut, a publicat „Diagnosticarea cancerului uterin prin tușeu vaginal” în 1943. Cartea discută pregătirea tușeului, schimbările citologice fiziologice din timpul ciclului menstrual, efectele diferitelor stări patologice și schimbările produse de cancerul cervical sau al endometrului uterului. Testul, denumit astăzi testul Babeș-Papanikolaou, după el și după medicul român Aurel Babeș care l-a descoperit independent de el, este utilizat astăzi în toată lumea pentru detecția și prevenirea cancerului cervical și a altor boli ale aparatului reproducător feminin.
În 1961, Papanikolaou s-a mutat la Miami, Florida, unde a ajutat la înființarea Institutului de Cercetări în domeniul Cancerului "Papanicolaou" la Universitatea din Miami, dar a murit în 1962 înainte de deschiderea acestuia.
Dr. Papanicolaou a primit Premiul Albert Lasker pentru Cercetări Clinice Medicale în 1950. Portretul său a apărut pe versoul bancnotei grecești de 10.000 de drahme aflată în circulație între 1995 și 2001, înainte ca aceasta să fie înlocuită de moneda Euro.